# Aliyah (Torah)
Una Aliá a la Torá (en hebreo: עלייה לתורה) es la llamada a un miembro de una congregación o sinagoga judía para levantarse y subir a la bimah, para bendecir la lectura de una porción de la santa Torá. El que recibe una Aliá a la Torá es llamado oleh (si es un hombre) u olah (si es una mujer).
La persona que recibe la Aliá a la Torá sube a la bimah y recita una serie de bendiciones llamadas berajot, sobre la santa Torá, en forma de canto ritual, posteriormente, el lector lee una porción de la santa Torá, y acto seguido el oleh recita otra bendición.
Los judíos de Babilonia completaban el ciclo de las porciones de la Torá anualmente, y los judíos palestinos adoptaron un ciclo trienal, según el tratado talmúdico de «Meguilá» 29b. El canto semanal de la «Haftará», una porción de los «Nevi'im» vinculada por los «Tanaim» a la porción semanal de la Torá, se originó durante la era mishnáica (Megillah 24a). Esta práctica probablemente comenzó después de la canonización de la Biblia hebrea y el consiguiente esfuerzo de los judíos por destacar a los profetas judíos.

## Proceso
La lectura de la Torá consiste en una serie de aliyot: tres en días laborables normales, siete en el sabbat y otras cantidades en días festivos.
Antes de cada aliyá, un funcionario de la sinagoga (llamado gabai) llama a una persona para que reciba esa aliyá. Solo los hombres pueden hacerlo en las congregaciones ortodoxas y en algunas congregaciones conservadoras, En otros lugares, tanto hombres como mujeres pueden serlo.
A los hombres se les llama con:
Ya'amod (Que se levante), [Nombre hebreo] ben (hijo de) [Nombre hebreo del padre] [Ha-Kohen (el Kohen) / Ha-Levi (el levita)], (el nombre de la Aliyah en hebreo).
En las sinagogas donde las mujeres pueden recibir aliyot, se llama a las mujeres con:
Ta'amod (Que se levante), [Nombre en hebreo] bat (hija de) [Nombre del padre en hebreo] [Ha-Kohen (el Kohen) / Ha-Levi (el levita)], (el nombre de la Aliyah en hebreo).
El receptor recita una bendición sobre la lectura de la Torá, luego se lee la Torá, y luego el receptor recita una segunda bendición. En muchas congregaciones, el receptor se pone de pie al lado de la «bimá» durante la lectura de la siguiente persona.
En la mayoría de las congregaciones, el «oleh» no lee la Torá en voz alta. Más bien, recitan las bendiciones antes y después de la lectura, y durante la lectura en sí se quedan de pie cerca de la Torá mientras un experto, llamado «ba'al k'ri'ah» («el encargado de la lectura»; a veces «ba'al ko're»), lee la Torá con cantillación para la congregación. En algunas congregaciones, el «oleh» sigue al experto, leyendo en voz baja. 
En las comunidades yemenitas, el oleh lee la porción él mismo, mientras que otra persona, normalmente un niño, recita el Targum después de cada versículo.
Después de la última aliá, se recita la mitad del kaddish. Cuando la Torá se lee por la tarde, el kaddish no se recita en este momento, sino después de que la Torá haya sido devuelta al Arca.

### Kohen y Levi aliyot
Según el judaísmo ortodoxo, el primer oleh (persona llamada a leer) es un kohen y el segundo un levita (suponiendo que tales personas estén presentes); los restantes olim son yisr'aelim —judíos que no son ni kohen ni levita. Las dos primeras aliyot se denominan «Kohen» y «Levi», mientras que el resto se conocen por su número (en hebreo). 
Este orden se estableció para evitar la competencia pública por el honor de ser el primero.
Si un kohen está presente pero no un levita, el mismo kohen que fue llamado para la primera aliá recibe también la segunda aliá. Si no hay un «kohen» presente, cualquier judío puede ser llamado para cualquier aliá, pero en algunas congregaciones se acostumbra dar entonces la primera aliá a un levita.
El judaísmo ortodoxo reconoce excepciones limitadas al principio general de que un kohen es llamado primero. Por ejemplo, hay casos en los que llamar primero a un kohen impediría que las personas que celebran ocasiones especiales tuvieran cada una aliá. Entre ellos se incluyen un novio que celebra una aliá ufruf antes de una boda, o un niño de trece años que celebra su aliá bar mitzvah. En las sinagogas grandes, las celebraciones múltiples al mismo tiempo pueden dar lugar a una escasez de aliyot. En estas situaciones, se pide al kohen que renuncie a su derecho de nacimiento para poder acomodar la ocasión. Aunque, según la halajá, el kohen tiene derecho a negarse a renunciar a su primera aliyá, normalmente accede por respeto a la ocasión.

## Número de aliyot por día
| Número de aliyot | Ocasión                                                                                        |
| ---------------- | ---------------------------------------------------------------------------------------------- |
| 3                | lunes y jueves, Hanukkah, Purim, días festivos, lecturas de la tarde para Shabbat y Yom Kippur |
| 4                | Rosh Jodesh, Jol HaMoed                                                                        |
| 5                | Pésaj, Shavuot, Rosh Hashanah, Sukkot, Shemini Atzeret, Simjat Torá                            |
| 6                | Yom Kippur mañana                                                                              |
| 7                | Shabbat mañana                                                                                 |

Los sábados por la mañana, hay siete olim, el máximo de cualquier día, pero pueden añadirse más si se desea, subdividiendo estas siete aliyot o repitiendo pasajes (según la costumbre de algunas comunidades). Cuando un día festivo o Yom Kippur coincide con Shabbat, las lecturas se dividen en siete aliyot en lugar de cinco o seis.
Hay siete aliyot en Sabbat (Megilá 21a). Bet Yoseph cita una fuente geónica para explicar este número (Ein Pochasim, Tur, Hilchot Shabbat 282). En caso de que alguien haya faltado a los servicios de toda una semana y, como consecuencia, no haya respondido a la invocación diaria del lector de Bareju, puede compensarlo respondiendo al Barechu de las siete bendiciones de las aliyot. Una razón más aceptable es la explicación midráshica de las siete bendiciones del Sabbat (en lugar de las dieciocho). Las siete bendiciones corresponden a las siete voces de Dios (kol) mencionadas en el vigésimo noveno Salmo y de nuevo en relación con la entrega de la Torá (a partir de Éxodo 19:16, Midrash Yelamdenu). Esta explicación es igualmente aplicable a las siete aliyot.

## Incluidas las mujeres
Históricamente, sólo los hombres recibían aliyot. A finales del siglo XII y principios del XIII, el rabino Meir de Rothenburg dictaminó que, en una comunidad formada íntegramente por kohanim, la prohibición de llamar a los kohanim para nada más que las dos primeras y maftir aliyot crea una situación de bloqueo que debe resolverse llamando a las mujeres a la Torá para todas las aliyot intermedias. Sin embargo, esta opinión es rechazada por prácticamente todas las autoridades halájicas, y ni siquiera se menciona en el Shulján Aruj ni en sus comentarios.
En 1955, el Committee on Jewish Law and Standards autorizó a las mujeres a tener una aliyá en los servicios de lectura de la Torá.